# Publius Autronius Paetus
Publius Autronius Paetus  was een Romeinse senator in de 1e eeuw v. Chr. Hij nam deel aan de samenzwering van Lucius Sergius Catilina in 63 v.Chr.
In 75 v.Chr. was Autronius, samen met Marcus Tullius Cicero, quaestor en 73 v.Chr. legatus in Griekenland, waarschijnlijk onder  proconsul Marcus Antonius Creticus.
Samen met Publius Cornelius Sulla werd hij tot consul voor het jaar 65 v. Chr. gekozen, maar hij werd beschuldigd van verkiezingsfraude (de ambitu) door Lucius Aurelius Cotta en daarom uit de senaat gezet. Daarna sloot hij zich aan bij Lucius Sergius Catilina en nam deel aan zijn samenzwering in 63 v.Chr. Nadat de samenzwering was ontdekt, weigerde zijn oud-collega Cicero hem te verdedigen. Autronius werd uiteindelijk verbannen naar Epirus.